# Настоящий тбилисец и другие
«Настоящий тбилисец и другие» (груз. ნამდვილი თბილისელები და სხვები) — комедийный художественный фильм, снятый в 1976 году на киностудии «Грузия-фильм».
Фильм состоит из 16 новелл, которые знакомят зрителей с жизнью Тбилиси и тбилисцев.

## Сюжет

### Встреча в троллейбусе
Два приятеля встречаются в троллейбусе. Каждый из них хочет заплатить и за себя и за друга. Получается так, что приятели не могут выяснить, кому из них платить. Слово за слово — и вот они уже перессорились, и их ведут в милицию привлекать к ответственности за драку в троллейбусе.

### Булия
Актёр Булия мечется по нескольким работам. На репетиции в театре он играет пионера-барабанщика. Из театра он мчится в радиоцентр, где озвучивает лягушку в радиопостановке. Затем он спешит в редакцию газеты, куда периодически приносит статьи. После этого он проводит экскурсию по Тбилиси и между делом договаривается с дамой о встрече. Повсюду он получает деньги в кассе, ведь он везде работает. А затем Булия спешит в художественное училище, ведь он работает ещё и натурщиком…

### Повесть об одном сражении
Рассказ о «героических» буднях кинорежиссёра на съёмочной площадке.

### Люди одинакового темперамента
О том, как познакомились двое, а затем поженились.

### В поликлинике
Романтику французской поэзии разрушает неделикатная реплика усталого врача.

### Оставьте его, дурака
О том, как движется дурак из класса в класс, из института в кабинет, а оттуда в ещё более высокий кабинет.

### Суд, который не состоялся
О том, что очень плохо прощать другим хамство.

### В кино
О жизни зрителей в тёмном зале кинотеатра.

### В мире грёз
О жизни в буйной фантазии директора одного предприятия и о том, где всё это пришло ему в голову.

### Встреча с управляющим
О неожиданной реакции маленького мальчика при встрече его отца с управляющим.

### Нежные улыбки
Тбилисские водители самых разных машин приветливо улыбаются зрителям.

### Чешское пиво
Певец долго готовится к своему выступлению, но все усилия оказываются напрасны, когда зрители узнают о завезённом в буфет чешском пиве.

### Поздно ночью
Ночной хулиган, погнавшись за девушкой, неожиданно меняет свои намерения.

### Немного внимания
О чрезмерной благодарности за обычную вежливость.

### Лестница
О тонкостях взаимоотношений начальников и подчинённых на служебной лестнице.

### Настоящий тбилисец
Познакомившись на матче «Динамо» (Тбилиси) — «Арарат» с гостями из Еревана, тбилисец активно обсуждает проходящий матч, а потом всю ночь гуляет с ними, угощая их за свой счёт. Проводив их, он возвращается в свою комнату. Утром занимает деньги у соседей, которые ему замечают: «Только вчера получка была, а ты уже без денег», — после чего он отправляется на работу.

## В ролях
| Актёр               | Роль                                                      |
| ------------------- | --------------------------------------------------------- |
| Григол Цитайшвили   | Павел / автолюбитель (дублирует Вадим Спиридонов)         |
| Шота Габелия        | Булия, артист                                             |
| Юрий Васадзе        | артист на радио                                           |
| Джемал Мониава      | кинооператор / автолюбитель                               |
| Рамаз Чхиквадзе     | кинорежиссер (дублирует Михаил Глузский)                  |
| Лейла Абашидзе      | темпераментная дама (дублирует Надежда Румянцева)         |
| Отар Коберидзе      | сосед темпераментной дамы / автолюбитель                  |
| Ия Нинидзе          | Лили, утонченная любительница поэзии                      |
| Ипполит Хвичиа      | врач                                                      |
| Малхаз Горгиладзе   | учёный-оппонент (дублирует Вадим Спиридонов)              |
| Гиви Тохадзе        | учёный                                                    |
| Яков Трипольский    | член школьного педсовета / автолюбитель                   |
| Елена Асламазишвили | член школьного педсовета / кинозрительница                |
| Джемал Гаганидзе    | учёный (нет в титрах)                                     |
| Георгий Габелашвили | судья                                                     |
| Бондо Гогинава      | Григорий Арчилович Гамилаури                              |
| Руслан Микаберидзе  | Гурам Эрастович Коберидзе / служа                         |
| Баадур Цуладзе      | толстяк, все время засыпающий в зрительном зале           |
| Гия Бадридзе        | кинозритель                                               |
| Гулчина Дадиани     | продавщица мороженого                                     |
| Мака Махарадзе      | танцовщица                                                |
| Давид Абашидзе      | директор Шалва Хутоевич / автолюбитель                    |
| Григол Талаквадзе   | подчиненный с маленьким сынишкой                          |
| Гиви Берикашвили    | вахтер / автолюбитель                                     |
| Гурам Пирцхалава    | автолюбитель                                              |
| Бадри Какабадзе     | певец                                                     |
| Василий Чхаидзе     | преподаватель по вокалу                                   |
| Гоча Мчелидзе       | Гарсеван(ь)                                               |
| Карло Саканделидзе  | служащий                                                  |
| Борис Ципурия       | служащий                                                  |
| Эдишер Магалашвили  | служащий                                                  |
| Гурам Лордкипанидзе | гостеприимный тбилисец, любящий футбол и весёлые застолья |
| Сергей Апресян      | гость из Еревана                                          |
| Владимир Смотров    | безымянный посетитель ресторана                           |
| Дудухана Церодзе    | Эпизод                                                    |
| Кетеван Бочоришвили | Эпизод                                                    |

Роли дублировали:
- Виктор Филиппов,
- Геннадий Крашенинников,
- Владимир Ферапонтов,
- Валерий Малышев,
- Владимир Дружников,
- Татьяна Решетникова,
- Алексей Золотницкий,
- Павел Винник,
- Георгий Георгиу,
- Николай Граббе,
- Вадим Грачёв,
- Эдуард Бредун,
- Феликс Яворский,
- Руслан Ахметов,
- Алёна Чухрай,
- Нина Зорская.

## Критика
Фильм подвергся критике со стороны советских рецензентов:
- «Примитивные анекдоты становятся предлогом для откровенно безвкусного зубоскальства», — охарактеризовал его Борис Рунин, отметив в то же время успех картины у многочисленной аудитории развлекательных фильмов[1].

- Ефим Левин обвинил авторов в отчуждённости от реальности и добавил, что в фильме «комедийность натужна, неорганична, а драматические нотки звучат не в той тональности»[2].